# Torneo de Catar 2014
El Qatar Total Open 2014 fue un evento de tenis WTA Premier 5 en la rama femenina. Se disputó en Doha (Catar), en el complejo International Tennis and Squash y en cancha dura al aire libre, haciendo parte de un conjunto de eventos que hacen de antesala a los Torneos WTA Premier Mandatory de la gira norteamericana, entre el 10 de febrero y el 16 de febrero del 2014 en los cuadros principales femeninos de singles y dobles, pero la etapa de clasificación se disputó desde el 7 de febrero.

## Puntos y premios en Dinero

### Distribución de Puntos
| Evento       | G   | F   | SF  | CF  | Ronda de 16 | Ronda de 32 | Ronda de 64 | Q  | Q2 | Q1 |
| Individuales | 900 | 585 | 350 | 190 | 105         | 60          | 1           | 30 | 20 | 1  |
| Dobles       | 900 | 585 | 350 | 190 | 105         | 1           | —           | —  | —  | —  |

### Premios en Dinero
| Evento       | G        | F        | SF       | CF      | Ronda de 16 | Ronda de 32 | Ronda de 64 | Q2     | Q1     |
| Individuales | $426,000 | $213,000 | $106,435 | $49,040 | $24,300     | $12,480     | $6,415      | $3,560 | $1,840 |
| Dobles *     | $122,000 | $61,600  | $30,490  | $15,340 | $7,780      | 3,840       | —           | —      | —      |

*Por Equipo.

## Cabezas de serie

### Individuales femeninos
| Tenista              | Ranking | Preclasificada |
| Na Li                | 3       | 1              |
| Agnieszka Radwańska  | 4       | 2              |
| Petra Kvitová        | 6       | 3              |
| Sara Errani          | 7       | 4              |
| Jelena Janković      | 8       | 5              |
| Angelique Kerber     | 9       | 6              |
| Simona Halep         | 10      | 7              |
| Caroline Wozniacki   | 11      | 8              |
| Ana Ivanović         | 12      | 9              |
| Dominika Cibulková   | 13      | 10             |
| Roberta Vinci        | 14      | 11             |
| Samantha Stosur      | 16      | 12             |
| Carla Suárez Navarro | 17      | 13             |
| Sloane Stephens      | 18      | 14             |
| Eugenie Bouchard     | 19      | 15             |
| Kirsten Flipkens     | 20      | 16             |

### Dobles femeninos
| Tenista                                 | Ranking | Preclasificada |
| Sara Errani Roberta Vinci               | 1       | 1              |
| Hsieh Su-wei Shuai Peng                 | 7       | 2              |
| Katarina Srebotnik Kveta Peschke        | 17      | 3              |
| Cara Black Sania Mirza                  | 22      | 4              |
| Andrea Hlavackova Lucie Safarova        | 25      | 5              |
| Raquel Kops-Jones Abigail Spears        | 36      | 6              |
| Nadia Petrova Anastasiya Pavliuchenkova | 41      | 7              |
| Kristina Mladenovic Flavia Pennetta     | 48      | 8              |

## Campeonas

### Individuales femeninos
Simona Halep venció a  Angelique Kerber por 6-2, 6-3

### Dobles femenino
Hsieh Su-wei /  Peng Shuai vencieron a  Kveta Peschke /  Katarina Srebotnik por 6-4, 6-0